# National Defense Research Committee
La National Defense Research Committee (NDRC, « Commission nationale de recherche pour la défense ») était un organisme créé pour « coordonner, superviser et conduire la recherche scientifique sur les problèmes sous-jacents à la conception, à la production et à l'utilisation des mécanismes et dispositifs militaires » aux États-Unis, du 27 juin 1940 au 28 juin 1941. La plus grande partie de son travail est effectuée dans le plus haut degré de secret, et elle pose les fondations pour la recherche de ce qui sera la technologie la plus importante de la Seconde Guerre mondiale, y compris le radar et la bombe atomique.
Elle est remplacée par le Bureau de recherches et de développement scientifiques (OSRD) en 1941 et réduite à un organisme essentiellement consultatif jusqu'à sa dissolution en 1947.

## Organisation
La NDRC est créée sous l'égide du Conseil de défense nationale (en), qui avait été créé en 1916 pour coordonner l'industrie et les ressources de sécurité nationale, par une décision du président Franklin Delano Roosevelt du 27 juin 1940. Vannevar Bush, directeur de l'institution Carnegie a insisté pour la création de la NDRC, parce qu'il avait vu pendant la première Guerre mondiale le manque de coopération entre les scientifiques civils et les militaires. Bush se débrouilla pour rencontrer le président le 12 juin 1940, avec une seule feuille de papier décrivant l'agence qu'il proposait. Roosevelt l'approuve en dix minutes. Les officiels du gouvernement se sont plaints de ce que Bush avait saisi le pouvoir, en les court-circuitant — ce qu'il admit plus tard :
« 
Il y avait ceux qui protestaient que l'acte de monter la NDRC était une manœuvre de contournement, un coup par lequel une petite bande de scientifiques et d'ingénieurs, hors de toute hiérarchie, prenaient l'autorité et l'argent pour des programmes de développement de nouvelles armes. C'est exactement ce qui s'est passé en fait »

Dans sa lettre du 15 juin qui nomme Bush à la tête de la commission, Roosevelt souligne que la NDRC n'est pas faite pour remplacer le travail de recherche mené par l'armée et la marine dans leurs propres laboratoires, ou par des contrats avec l'industrie, mais plutôt 
« 
pour compléter cette activité en étendant la base de recherche et en recrutant l'aide de scientifiques qui peuvent efficacement contribuer à une accélération de la mise au point de dispositifs importants, et déterminer par leurs études où les nouveaux efforts sur de nouveaux systèmes peuvent être efficacement déployés »
La NDRC comprend 8 membres, un président, deux membres ex-officio : le président de l'Académie nationale des sciences, et le Commissaire aux Brevets. Un membre est nommé par le secrétaire d'État à la Guerre, un autre par celui à la Marine ; les quatre autres sont nommés intuitu personæ. Les huit membres de la NDRC sont au départ : Vannevar Bush, président de l'institution Carnegie (président), le vice-amiral Harold G. Bowen (en), Conway P. Coe Commissaire aux Brevets, Karl Compton président de MIT, James B. Conant président de l'université Harvard, Frank B. Jewett (en), président de la National Academy of Sciences et président des Laboratoires Bell, le général de brigade George V. Strong (en) et Richard C. Tolman professeur de Chimie physique et de physique mathématique au California Institute of Technology. Le 17 janvier 1941, le général de brigade R.C. Moore succède à Strong. À sa première réunion, le 2 juillet, la NDRC élit Tolman comme vice-président et nomme Irvin Stewart (en) secrétaire. Les membres de la NDRC se réuniront en gros tous les mois jusqu'à septembre 1942, après quoi ils se réuniront une à deux fois par semaine jusqu'à la fin de la guerre contre l'Allemagne, puis les réunions seront irrégulières.

## La recherche de la NDRC
Sous la présidence de Bush, la NDRC crée de nouveaux laboratoires, y compris le laboratoire du rayonnement du MIT, qui soutient le développement du radar, et le laboratoire d'acoustique sous-marine de San Diego, où l'on met au point le sonar.
Le premier s'accroîtra pour devenir le plus grand site d'activité de la NDRC. Au cours de son année d'existence autonome (avant la création de l'OSRD), la NDRC reçoit environ 6 500 000 $ (pour une demande de dix millions) pour la recherche.
Le plus important projet de la NDRC deviendra finalement le projet Manhattan — le plan de développement à grande échelle des armes nucléaires par les États-Unis. Un Comité consultatif pour l'uranium avait été établi en 1939 pour étudier la faisabilité de la bombe atomique, sous l'égide du National Bureau of Standards, comme résultat de la lettre d'Einstein à Roosevelt, mais il n'avait pas fait d'avancées significatives. Dans sa lettre du 15 juin, Roosevelt le met sous l'autorité de la NDRC et de Bush, mettant ainsi sur pied la chaîne hiérarchique qui devait plus tard mener au projet à grande échelle. En juin 1940, Bush réorganise le Comité pour l'uranium, le transforme en organe scientifique et en élimine les militaires. Affranchi de la tutelle militaire pour son financement, la NDRC a un accès plus facile aux financements pour la recherche nucléaire. Mais il n'y a que peu d'avancées, jusqu'à ce que les découvertes de la commission MAUD britannique soient connues en 1941.

## Création de l'OSRD
Les hostilités croissantes en Europe conduisent à souhaiter la création d'une nouvelle organisation, qui remplace la NDRC, et résolve certains des problèmes auxquels la NDRC fait face, en particulier pour transformer la recherche scientifique en technologie utilisable sur le plan militaire (« développement »), accroître la liaison entre les diverses branches de la recherche des diverses agences gouvernementales, et créer un système pour financer la médecine militaire. Sur l'insistance de Bush, Roosevelt décide (Executive Order N° 8807) le 28 juin 1941 d'établir un Office of Scientific Research and Development (OSRD) — Bureau de la recherche et du développement scientifiques. La NDRC continue à exister sur le papier après la création de l'OSRD, mais son autorité a été réduite de celle d'une agence de moyens à celle d'un organisme purement consultatif de l'OSRD. La NDRC terminera son existence officiellement après sa dernière réunion du 20 janvier 1947.
Quand elle est intégrée à l'OSRD, la composition et la structure de la NDRC changent. Son président est Conant (président), Tolman (vice-président), Adams, Compton et Jewett, plus le Bureau des Brevets (Coe jusqu'à septembre 1945, puis Casper W. Ooms), et les représentants de l'armée et de la marine, qui changent régulièrement. Le Comité pour l'uranium est réorganisé comme section S1, jusqu'au moment où il sort de la juridiction de la NDRC en décembre 1941.

## Les plus importants programmes de la NDRC
La NDRC finance des centaines de programmes divers sur autant de sites universitaires ou industriels dans le pays. Les plus mémorables d'entre eux sont :
- la bombe A (qui deviendra le projet Manhattan) ;
- le DUKW — véhicule amphibie ;
- le Projet Pigeon pour lequel elle consacre 25 000 $ ;
- le détonateur de proximité ;
- le Radar au Laboratoire du rayonnement du MIT.

## L'organisation de la recherche de la NDRC

### Avant la création de l'OSRD
Pendant sa seule année d'existence autonome, la NDRC remanie constamment l'organisation de sa recherche. En juin 1941, juste avant la fondation de l'OSRD, son organisation est la suivante :
- Division A (Blindages et logistique) – Richard C. Tolman (président), Charles C. Lauritsen (vice-président).
  - Section B (Défense structurelle)
  - Section H (Recherche sur la Propulsion)
  - Section S (Balistique terminale)
  - Section T (Détonateurs de proximité pour les obus)
  - Section E (Projectiles guidés et détonateurs)
- Division B (Bombes, Carburants, Gaz, Problèmes chimiques) – James B. Conant (président)
  - Problèmes de synthèse — Roger Adams (vice-président)
    - Section A-1 (Explosifs)
    - Section A-2 (Synthèse organique)
    - Section A-3 (Détection des agents persistants)
    - Section A-4 (Toxicité)

  - Problèmes physico-chimiques – W.K. Lewis (vice-président)
    - Section L-1 (Aérosols)
    - Section L-2 (Revêtements protecteurs)
    - Section L-3 (Problèmes inorganiques spéciaux)
    - Section L-4 (Nitrocellulose)
    - Section L-5 (Décapage de peinture)
    - Section L-6 (Oxydes complexes)
    - Section L-7 (Stockage de l'oxygène)
    - Section L-8 (Séchage des gaz)
    - Section L-9 (Problèmes métallurgiques)
    - Section L-10 (Elimination des échappements)
    - Section L-11 (Absorbants)
    - Section L-12 (Oxygène pour les avions)
    - Section L-13 (Fluides hydrauliques)

  - Problèmes chimiques divers
    - Section C-1 (Carburants automobiles ; problèmes spéciaux)
    - Section C-2 (Pyrotechnique)
    - Section C-3 (Problèmes spéciaux)
- Division C (Communications et Transports) – Frank B. Jewett (président), C. B. Jolliffe, Hartley Rowe, R. D. Booth, et J. T. Tate (vice-présidents).
  - Section C-1 (Communications)
  - Section C-2 (Transports)
  - Section C-3 (Equipement mécanique et électrique)
  - Section C-4 (Études sous-marines)
  - Section C-5 (Sources de sons)
- Division D (Détection, contrôle, instruments) – Karl Compton (président), Alfred L. Loomis (en) (vice-président).
  - Section D-1 (Détection)
  - Section D-2 (Contrôle)
  - Section D-3 (Instruments)
  - Section D-4 (Rayonnement calorifique)
- Division E (Brevets et inventions) – Conway P. Coe (président).

Le Comité pour l'uranium, sous la présidence de Lyman Briggs, rend compte directement au président de la NDRC, et comme tel n'apparaît pas sur l'organigramme précédent.

### Au sein de l'OSRD
À la suite de la réorganisation de la NDRC en décembre 1942, elle comporte les divisions suivantes :
- Division 1 (Recherche balistique) – L. H. Adams
- Division 2 (Défense et offensive structurelles/Effets des impacts et des explosions) – John E. Burchard, 1942-1944, E. Bright Wilson, 1944-1946
- Division 3 (Projectiles spéciaux/armement par fusées) – John T. Tate, 1942-1943, Frederick L. Hovde, 1943-1946
- Division 4 (Accessoires d'artillerie) – Alexander Ellett
- Division 5 (Nouveaux missiles) – H. B. Richmond, 1942-1945, Hugh H. Spencer, 1945-1946
- Division 6 (Guerre sous-marine) – John T. Tate
- Division 7 (Contrôle du feu) – Harold L. Hazen
- Division 8 (Explosifs) – George B. Kistiakowsky, 1942-1944, Ralph A. Connor, 1944-1946
- Division 9 (Chimie) – Walter R. Kirner
- Division 10 (Absorbants et aérosols) – W. A. Noyes, Jr.
- Division 11 (Chimie industrielle) – R. P. Russell, 1942-1943, E. P. Stevenson, 1943-1945, H. M. Chadwell, 1945-1946
- Division 12 (Développement des transports) – Hartley Rowe
- Division 13 (Communication électrique) – C. B. Jolliffe, 1942-1944, Haraden Pratt, 1944-1945
- Division 14 (Radar) – Alfred Lee Loomis (en)
- Division 15 (Coordination radio) – C. G. Suits
- Division 16 (Optique) – George R. Harrison
- Division 17 (Physique) – Paul Klopsteg (en), 1942-1945, George R. Harrison, 1945-1946
- Division 18 (Métallurgie militaire) – Clyde Williams
- Division 19 (Armes diverses) – H. M. Chadwell
- Comité de mathématiques appliquées – Warren Weaver
- Comité de psychologie appliquée – W. S. Hunter, 1943-1945, Charles W. Bray, 1945-1946

## Source
- (en) Cet article est partiellement ou en totalité issu de l’article de Wikipédia en anglais intitulé « National Defense Research Committee » (voir la liste des auteurs).